# La Voix de l'Est
La Voix de l'Est est un journal quotidien appartenant à la Coopérative de solidarité La Voix de l'Est et publié à Granby au Québec. C'est le quotidien desservant la plus petite région géographique au Québec. Il est imprimé aux presses du quotidien La Tribune à Sherbrooke. Il est actuellement édité par la Coopérative La Voix de l'Est, membre du groupe de presse Coopérative nationale de l'information indépendante depuis 2020.

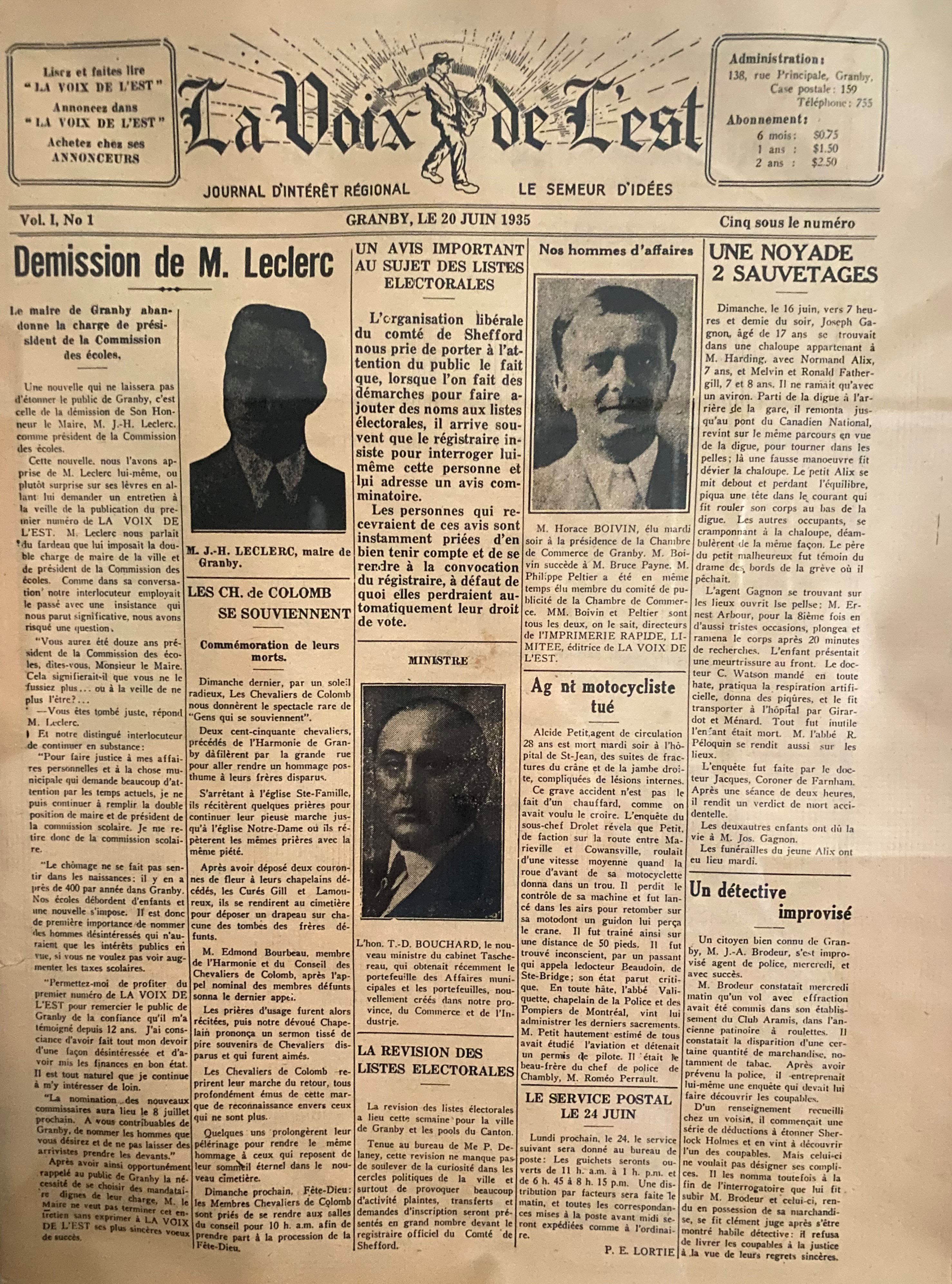
Photo de la page frontispice de la première édition de La Voix de l'Est publiée le 20 juin 1935.

## Historique
Le 29 mai 1935, Imprimerie Rapide fonde le journal hebdomadaire La Voix de l'Est. La première édition paraît le 20 juin 1935. Le 24 février 1945, le journal devient un quotidien. Le 7 septembre 1945, Imprimerie Rapide change de nom pour La Voix de l'Est Ltée et le capital-action autorisé passe de 15 000 CAD à 125 000 CAD.
En 1950, le quotidien emménage au 136 rue Principale à Granby. En 1968, il est vendu aux Journaux Trans-Canada (une filiale de Power Corporation du Canada). Neuf ans plus tard, en 1977, l'impression au quotidien La Tribune de Sherbrooke.
La première édition de l'hebdomadaire Le Plus paraît en 1985. En 1989, les locaux sont relocalisés au 76 rue Dufferin, toujours à Granby.
En mars 2015, Gesca vend le journal ainsi que ses 5 autres journaux régionaux à Groupe Capitales Médias propriété de M. Martin Cauchon.
Le Groupe Capitales Médias se place en août 2019 sous la protection de la Loi sur les arrangements avec les créanciers des compagnies. Souhaitant sauver leur journal, les employés se rassemblent afin de former une coopérative de solidarité qui mènera la destinée du journal.
Le premier conseil d'administration de la Coop de solidarité La Voix de l'Est est composé de Mario Gariépy, membre de soutien et président du conseil, Marc Gendron, vice-président, Carole Marcil, secrétaire, Jean-François Perreault, trésorier ainsi que Valérie Gravel, Sylvain Denault et Jérôme Savary à titre d'administrateurs. Christian Malo agit à titre de directeur général de la coopérative.